# Asterix en de Goten
Asterix en de Goten (in oudere uitgaven Asterix en de Gothen) is het derde stripalbum in de Asterix-stripreeks van René Goscinny en Albert Uderzo.

## Inhoud
Asterix en Obelix vergezellen Panoramix naar de druïdebijeenkomst bij de Carnutes omdat ze het te gevaarlijk vinden dat hij alleen gaat. Omdat niet-druïden het bos van de bijeenkomst niet in mogen, wachten ze aan de rand op hem. Ondertussen dringt een groep Goten Gallië binnen, op zoek naar een druïde wiens magie ze kunnen gebruiken om Rome te veroveren.
De Goten betreden het bos en bekijken de bijeenkomst waar alle druïden elkaar met hun kunsten proberen te overtreffen. Panoramix wint met een demonstratie van zijn toverdrank en wordt het doelwit van de Goten. Wanneer Panoramix niet terugkeert betreden Asterix en Obelix toch het bos, vinden een Gotische helm en de gevulde ketel met toverdrank. Ze reizen de Goten achterna. Omdat ze de helm meenemen worden ze door de Romeinen aangezien voor Goten en komen er overal opsporingsposters van het duo te hangen. Doordat de Romeinen Asterix en Obelix voor de Goten aanzien, weten de echte Goten onopgemerkt over de grens te komen. Om minder op te vallen doen Asterix en Obelix zich vervolgens voor als Romeinen.
De Gotische hoofdman, Telefisic, probeert Panoramix te dwingen de toverdrank voor hen te maken. Panoramix weigert dit categorisch. Panoramix kent Gotisch, maar pretendeert de taal niet te kennen. Er is dus een tolk nodig, Cloridric. Deze laat Telefisic denken dat Panoramix akkoord is gegaan, omdat ook hij ter dood veroordeeld zal worden als Panoramix weigert. Cloridric kan zo een week extra tijd winnen. 
Asterix en Obelix zijn ondertussen, verkleed als Goten, doorgedrongen tot het Gotenkamp. Bij een poging Panoramix te vinden worden ze samen met de tolk Cloridric, die net probeert te ontsnappen, opgepakt. Ze worden voorgeleid bij Telefisic en zo worden Asterix en Obelix met Panoramix herenigd. Panoramix onthult nu, in het Gotisch, dat hij nooit de toverdrank voor Telefisic zal maken. Het drietal en de tolk worden ter dood veroordeeld. Als galgenmaal mogen ze een 'traditionele soep' maken. Panoramix brouwt zijn toverdrank en geeft die aan Cloridric, die Telefisic afzet als machthebber. Vervolgens krijgt ook Telefisic de toverdrank. Omdat ze nu beiden onder invloed van de toverdrank onoverwinnelijk zijn, is deze strijd onbeslist. Ondertussen geeft Panoramix veel andere Goten een slok toverdrank zodat ze allemaal onoverwinnelijk worden. Terwijl de Goten te druk bezig zijn elkaar de komende eeuwen te bevechten, gaan Panoramix, Asterix en Obelix ervandoor en keren terug naar hun dorp. Daar is iedereen in rouw gedompeld en blij verrast dat het drietal nog leeft. Snel schuift iedereen, behalve de bard, aan, aan het banket.

## Personages
Naast de vaste personages maken volgende personages hun opwachting:
MannekenpixBelgische druïde. In het Frans heet hij Septantesix, wat duidt op de Waalse benamingen van de getallen vanaf zeventig. In oudere vertalingen werd dit Tachtix. Zijn bijdrage maakt de drinker ongevoelig voor pijn, wat hij demonstreert door frietjes uit een kokende ketel vet blootshands te halen. Naar Manneke Pis.
Aerobix: druïde die 'soep in poedervorm' bedenkt, maar ook een 'ketel in poedervorm', om overal mee naartoe te kunnen nemen. Naar de toen furore makende fitnesshype aerobics.
PotpourrixDruïde die een drankje uitvindt dat spontaan een geurige bos bloemen doet groeien. Verwijst naar potpourri.
PrefixOorspronkelijke vertaling Poedrix. Druïde die een poeder bedenkt dat het spontaan doet regenen. Een druïde beklaagt zich erdoor dat 'de zomers niet meer zijn wat ze waren'. Naar de grammaticale term prefix.
TelefisicLeider der Goten en sterke man achter de ontvoering van Panoramix. Zijn naam is een woordspeling op 'televisie'. Oorspronkelijk Téléferic.
PerifericIn de oorspronkelijke vertaling Wattuntric. Leider van het groepje Goten die Panoramix ontvoeren. Naar 'periferie'.
CloridricDe wezelachtige tolk van Telefisic, die liegt dat Panoramix mee zal werken uit vrees voor zijn eigen hachje. Hij wordt de eerste die de macht probeert te grijpen in de latere burgeroorlog. Zijn naam komt van acide chlorhydrique, zoutzuur.
ElectricEen van de Goten die toverdrank krijgt van Panoramix, waarna hij roept dat hij generaal zal zijn, Generaal Electric! Een woordspeling op General Electric, een grootproducent in elektronica, vliegtuigmotoren, huishoudtoestellen en onderdelen.
CoudetricEen krijger die meehelpt Panoramix te ontvoeren. Zijn naam betekent 'coup de trique', een slag met een houten wapen.
ZonderfricBedelaar die meestrijdt voor de post van leider. Betekent letterlijk 'zonder geld'.
TheoricKrijger die helpt Panoramix te ontvoeren. Zijn naam is 'theoriek' of de methode om iets theoretisch te stellen.
General NoppusDe bevelhebber van de lokale garnizoenen die de grenzen met Gothica bewaken. Zijn naam is letterlijk niets ('noppes'). Hij klaagt over de incompetentie van zijn troepen waarvan hij de aanvoerder is.

## Trivia
- Dit verhaal sluit enigszins aan op het vorige album. Daarin moesten de helden namelijk een gouden snoeimes bemachtigen, zodat Panoramix mee kon doen aan de druïdenbijeenkomst in het gebied der Carnutes, die aan het begin van dit album te zien is.
- De Goten zijn een parodie op de hedendaagse Duitsers:
  - De Goten zijn een van de weinige volkeren in een Asterix-strip die, net als doorgaans de Romeinen, de rol van de schurken spelen. Het album kwam dan ook slechts een twintigtal jaar na het einde van de Tweede Wereldoorlog uit. Later zou Uderzo spijt krijgen van deze anti-Duitse grappen. In latere Asterix-albums worden de Goten dan ook sympathieker voorgesteld.
  - De burgeroorlog tussen de Goten refereert aan het feit dat Duitsland tot 1871 verdeeld was in een aantal kleinere landen.
  - De uitspraken van de Goten staan altijd in gotische letters afgedrukt. Ook de Duitsers gebruikten voorheen dat lettertype. Dit is ook een woordspeling op de latere kunstvorm gotiek.
  - In het album wordt er een onderscheid gemaakt tussen de Ostrogoten en Wisigoten. Historisch gezien vond deze splitsing pas enkele eeuwen later plaats in het Romeinse Rijk. Het onderscheid tussen beide volkeren is dan ook eerder een verwijzing naar de splitsing in West-Duitsland en Oost-Duitsland van 1949 tot en met 1990.
  - De Gotische helmen lijken erg veel op de Pruisische Pickelhaube. Enkel de verschillende vormen en formaten van hoorns wijken van dit concept af, naast het ontbreken van decoraties.
- De Belgische druïde Mannekenpix verwijst naar Manneken Pis en bakt frietjes in zijn ketel die hij 'met de blote pollen' er uit kan nemen. Aardappelen kwamen in die tijd echter nog niet voor in Europa.
- Een van de deelnemende druïden (Aerobix) vindt soep uit in poedervorm (en ook de ketel), een verwijzing naar instantsoep, die toen het album uitkwam heel populair was.
- Een nieuwe vorm van terechtstellen wordt voorgesteld, in de vorm van een ketel die fluit als de inhoud kookt, een parodie op de snelkookpan. Cloridic vindt dat "de techniek echt voor niets staat". In het Frans zegt hij: "de vooruitgang kun je niet tegenhouden".